# Суперкубок Росії з футболу
Суперку́бок Росі́ї з футбо́лу — одноматчевий турнір, у якому грають володар кубка Росії та чемпіон попереднього сезону. У випадку, якщо кубок і чемпіонат виграла одна команда, то в суперкубку грають перша та друга команди чемпіонату.

## Переможці та фіналісти
| Клуб      | Перемоги                                                 | Фінали                                 |
| --------- | -------------------------------------------------------- | -------------------------------------- |
| Зеніт     | (9) 2008, 2011, 2015, 2016, 2020, 2021, 2022, 2023, 2024 | (3) 2012, 2013, 2019                   |
| ЦСКА      | (8) 2004, 2006, 2007, 2009, 2013, 2014, 2018, 2025       | (5) 2003, 2010, 2011, 2016, 2023       |
| Локомотив | (3) 2003, 2005, 2019                                     | (6) 2008, 2015, 2017, 2018, 2020, 2021 |
| Рубін     | (2) 2010, 2012                                           | (1) 2009                               |
| Спартак   | (1) 2017                                                 | (4) 2004, 2006, 2007, 2022             |
| Краснодар | -                                                        | (2) 2024, 2025                         |
| Терек     | -                                                        | (1) 2005                               |
| Ростов    | -                                                        | (1) 2014                               |